# José Lopes da Silva
José Lopes da Silva, (Ribeira Brava, illa de São Nicolau, 15 de gener de 1872 - Mindelo, illa de São Vicente 2 de setembre de 1962) va ser un poeta, periodista i professor capverdià.

## Biografia
A començaments del segle XX es va traslladar a Mindelo a l'oest de l'illa de São Vicente, on més tard es va reunir amb els membres de la seva família. Pertanyia a una família de grans figures literàries de Cap Verd, com António Aurélio Gonçalves i Baltasar Lopes da Silva. Eren cosines seves Orlanda Amarílis i Ivone Ramos, unes de les primeres dones escriptores capverdianes, així com Carlos Filipe Gonçalves, periodista i historiador musical.
Va ser una de les tres personalitats literàries de Cap Verd, juntament amb Eugénio Tavares i Pedro Cardoso, anteriors a l'aparició de la generació de Claridade. Va escriure alguns poemes en crioll capverdià, en les varietats de São Nicolau i São Vicente.
Les seves idees poètiques van portar a altres històries dins de la revista Claridade publicada per primera vegada el 1936. Va morir als 90 anys a Mindelo, a l'illa de São Vicente, en el moment en què va ser considerat el primer escriptor viu més gran de Cap Verd.
No és el mateix, però podria estar relacionat amb un altre poeta que va néixer a l'illa de Santo Antão, José Gabriel Lopes da Silva, conegut sota el pseudònim Gabriel Mariano, que també era poeta i novel·lista. assagista.